# Октябрьские Казармы (станция)
Октя́брьские Каза́рмы — закрытая железнодорожная станция Малого кольца Московской железной дороги в Москве. Находилась на тупиковом ответвлении от главного хода кольца от станции Пресня.

## История станции
Построена в 1915 году на тупиковой ветви без номера, отходившей от северной горловины станции Пресня МОЖД для обслуживания Николаевских (после революции — Октябрьских) казарм на Ходынском поле, построенных в конце XIX века.
Линия отходила от путей станции Пресня внутри кольца за Северным путепроводом, по дуге доходила до района современных станций метро «Полежаевская» и «Хорошёвская», пересекала по переездам 4-ю и 5-ю Магистральные улицы, вдоль 2-го Хорошёвского проезда доходила до Хорошёвского шоссе и пересекала его также по переезду. В дальнейшем линия проходила вдоль современной улицы Маргелова, разворачиваясь на 180 градусов и выходя на Ходынское поле. Тупик находился вблизи улицы Полины Осипенко. Путевое развитие станции было вблизи улицы Поликарпова, откуда шёл подъездной путь на авиационный завод «Знамя труда», до революции — завод «Дукс», непосредственно после революции — завод № 1 Осоавиахима.
В начале 2000-х годов станция была фактически закрыта, к 2006 году демонтированы подъездные пути вместе с железнодорожной веткой, частично разобранной вместе с железнодорожным переездом через Хорошёвское шоссе. Официально закрыта лишь в 2011 году, на момент закрытия являлась парком станции Пресня, а тупиковое ответвление именовалось Октябрьской веткой протяженностью 3,172 км на станции Пресня.
По состоянию на октябрь 2012 года оставалась неразобранной только часть ветки от переезда на 4-й Магистральной улице до 2-го Хорошёвского проезда. В течение лета — осени 2012 в связи со строительством станции МЦК «Хорошёвская» вёлся поэтапный разбор участка ветки между МОЖД и 4-й Магистральной улицей. К осени 2013 года были ликвидированы и оставшиеся участки путей.

## Устройство станции
На месте подъездных путей проложены трассы проектируемых проездов № 6367, 6368. В районе тупика станции проложен проектируемый проезд № 6161. Поздние станционные и складские сооружения станции в основном сохранились и используются различными предприятиями.